# 凱勒冰原島峰
74°52′S 98°8′W / 74.867°S 98.133°W
凱勒冰原島峰（英語：Koehler Nunatak），是南極洲的冰原島峰，位於埃爾斯沃思地，處於曼特山東南面40公里，屬於哈德森山脈的一部分，美國地質調查局根據測量和該國海軍的空中照片繪入地圖，現時由南極條約體系管理。